# Johann Joseph Abert
Johann Josep Abert (Kochowitz, Bohèmia, 21 de setembre de 1832 - Hostka, República Txeca, 1 d'abril de 1915) fou un compositor txec.
Va fer els estudis en el Conservatori de Praga com a deixeble de Kittl i Tomoscheck, i va adquirir molta habilitat en el contrabaix, instrument que tocà a la capella de música de la cort de Stuttgart. Es traslladà a París, on fou ben rebut, dirigint algunes obres seves en els concerts Pasdeloup; després visità Anglaterra, els Països Baixos i tot l'Imperi alemany, per acabar fou nomenat mestre de la reial capella de la cort del Regne de Württemberg.
Compongué simfonies, obertures i quartets; la seva primera òpera, Ana von Landskron, s'escenificà a Stuttgart el 1859, seguiren a aquesta: El rei Enzio (1862), i Astorga (1866), traduïda al francès per M. Wilder; Cristòfol Colom (1866), poema simfònic, que li valgué gran popularitat en Alemanya i París; Die Almohaden (1886), Ekkehard (1878) i les simfonies en la major i en do menor, justament apreciades pels entesos.